# Ahmed El-Meziati
Ahmed El-Meziati –en árabe, أحمد المزياتي– (nacido el 26 de diciembre de 1995) es un deportista marroquí que compite en judo.
Ganó una medalla en los Juegos Panafricanos de 2019 y cinco medallas en el Campeonato Africano de Judo entre los años 2016 y 2024.

## Palmarés internacional
| Juegos Panafricanos | Juegos Panafricanos       | Juegos Panafricanos | Juegos Panafricanos |
| Año                 | Lugar                     | Medalla             | Categoría           |
| ------------------- | ------------------------- | ------------------- | ------------------- |
| 2019                | Rabat (Marruecos)         | Medalla de plata    | –73 kg              |
| Campeonato Africano |                           |                     |                     |
| Año                 | Lugar                     | Medalla             | Categoría           |
| 2016                | Túnez (Túnez)             | Medalla de plata    | –73 kg              |
| 2018                | Túnez (Túnez)             | Medalla de bronce   | –73 kg              |
| 2020                | Antananarivo (Madagascar) | Medalla de plata    | –73 kg              |
| 2023                | Casablanca (Marruecos)    | Medalla de bronce   | –81 kg              |
| 2024                | El Cairo (Egipto)         | Medalla de plata    | –81 kg              |